# Yann-Benjamin Kugel

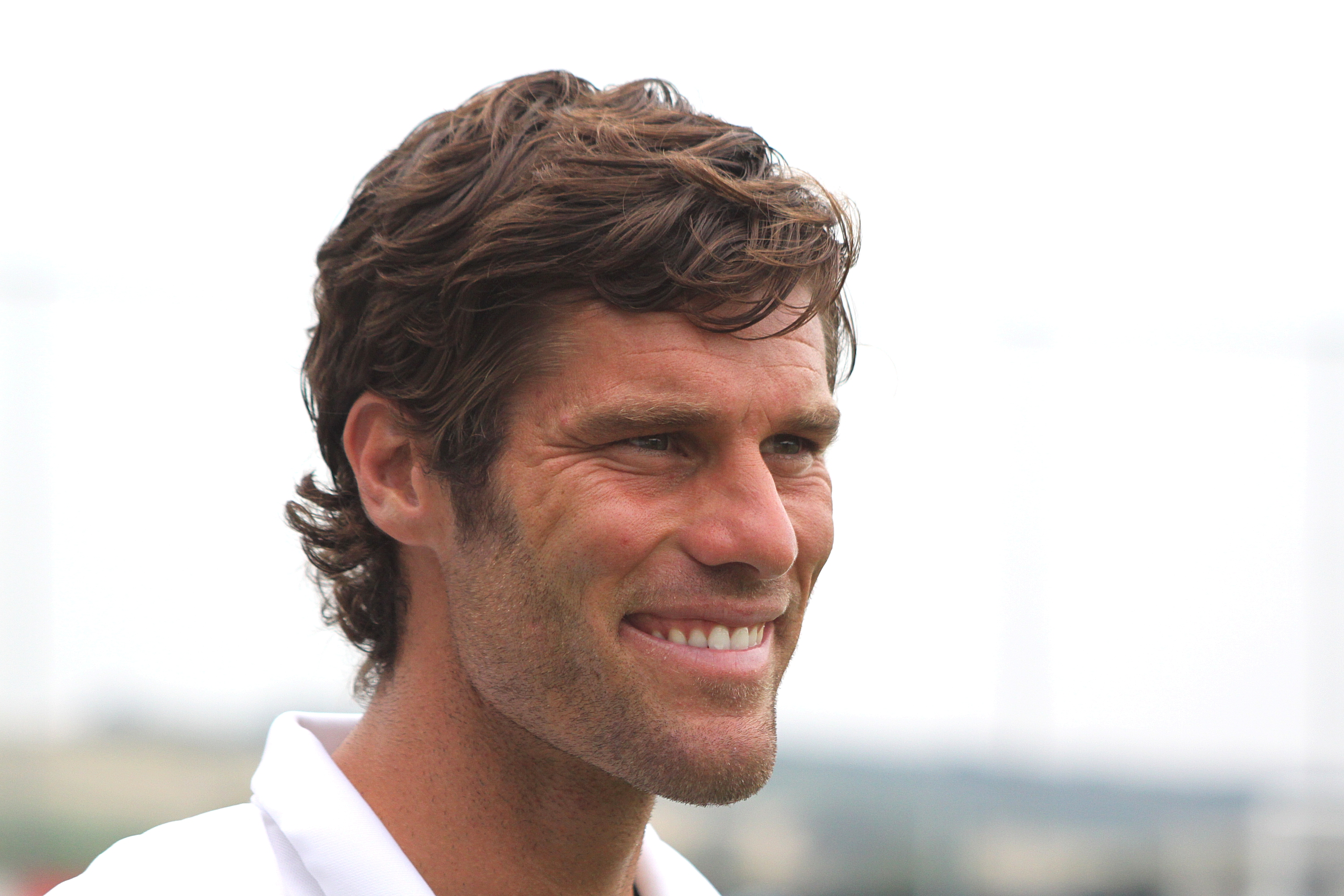
Yann-Benjamin Kugel (2009)

Yann-Benjamin Kugel (* 16. Dezember 1979 in Troisdorf) ist ein deutscher Fitnesstrainer und war bis Februar 2018 Athletiktrainer der deutschen Fußballnationalmannschaft.

## Karriere
Kugel studierte an der Deutschen Sporthochschule Köln sowie in Costa Rica Sportwissenschaft. Danach arbeitete er ab 2007 zunächst in Spanien.
Im Sommer 2008 wurde Kugel von Werder Bremen als Fitnesstrainer der Profimannschaft angestellt. Das Management reagierte damit auf die schlechte Fitness der Spieler und die daraus resultierende Anfälligkeit für Muskelverletzungen in der Vorsaison. Aaron Hunt, den er selbst als Paradebeispiel für seine Arbeit anführt, ließ Kugel zusätzliche Trainingseinheiten mit Übungen für die Oberschenkel- und Gesäßmuskulatur absolvieren, um dessen Knieprobleme zu bekämpfen. Diese hatten ihn zuvor immer wieder zurückgeworfen. Hunt selbst beurteilte die Arbeit mit Kugel positiv und äußerte, er fühle sich wieder „richtig fit und frisch“.
Für die Fußball-Weltmeisterschaft 2010 verpflichtete der DFB Kugel als vierten Fitnesstrainer der deutschen Nationalmannschaft. Der Kontakt kam über Shad Forsythe zustande, der Kugel von zwei Fortbildungen bei Mark Verstegens Firma Athletes’ Performance in den Vereinigten Staaten kannte. Die Boulevardzeitung Bild brachte Kugels Engagement beim DFB mit der Bedeutung des damaligen Bremers Mesut Özil in Verbindung. Kugel wurde nach der WM fest vom DFB angestellt. Zunächst blieb er parallel auch für Werder Bremen tätig.
Bei der Fußball-Europameisterschaft 2012 betreute er die deutsche Mannschaft zusammen mit Forsythe und Darcy Norman. In der Vorbereitung wurden sie von Mark Verstegen unterstützt. Durch den vierten Fitnesstrainer sollten in der Vorbereitung individuelle Trainingseinheiten für einzelne Spieler ermöglicht werden.
Im April 2012 gab Kugel bekannt, dass er seinen bei Saisonende auslaufenden Vertrag bei Werder Bremen nicht verlängern wolle. Er erklärte, er wolle sich neben seiner Tätigkeit beim DFB neuen Aufgaben widmen. Kugels Nachfolger bei Werder Bremen wurde Reinhard Schnittker, der zuvor an der Universität Paderborn tätig war. Am 9. Juli 2012 gab der amtierende österreichische Meister FC Red Bull Salzburg bekannt, dass Kugel neuer Athletiktrainer im Team um Roger Schmidt wird.
Seit dem 18. Juni 2013 verantwortete Kugel – neben seiner Arbeit in der Nationalmannschaft – die Athletikabteilung des 1. FC Köln und kümmerte sich im Rahmen seiner Tätigkeit um die Lizenzspieler und ebenso konzeptionell um die Nachwuchsteams des 1. FC Köln. Am 28. November 2017 wurde bekannt, dass Kugel wegen mangelnder Vertrauensbasis mit Cheftrainer Peter Stöger nicht mehr die aktive Profimannschaft betreuen wird. Seit Juni 2018 ist Kugel leitend bei Fastward.Football, einer von ihm mitgegründeten Agentur für sportliches "performance management" tätig. Zusätzlich fungiert er seit August 2019 als "head of performance" bei SK Gaming und seit September 2019 in der gleichen Funktion bei der Israel Football Association.